# Чорно-біла фотографія

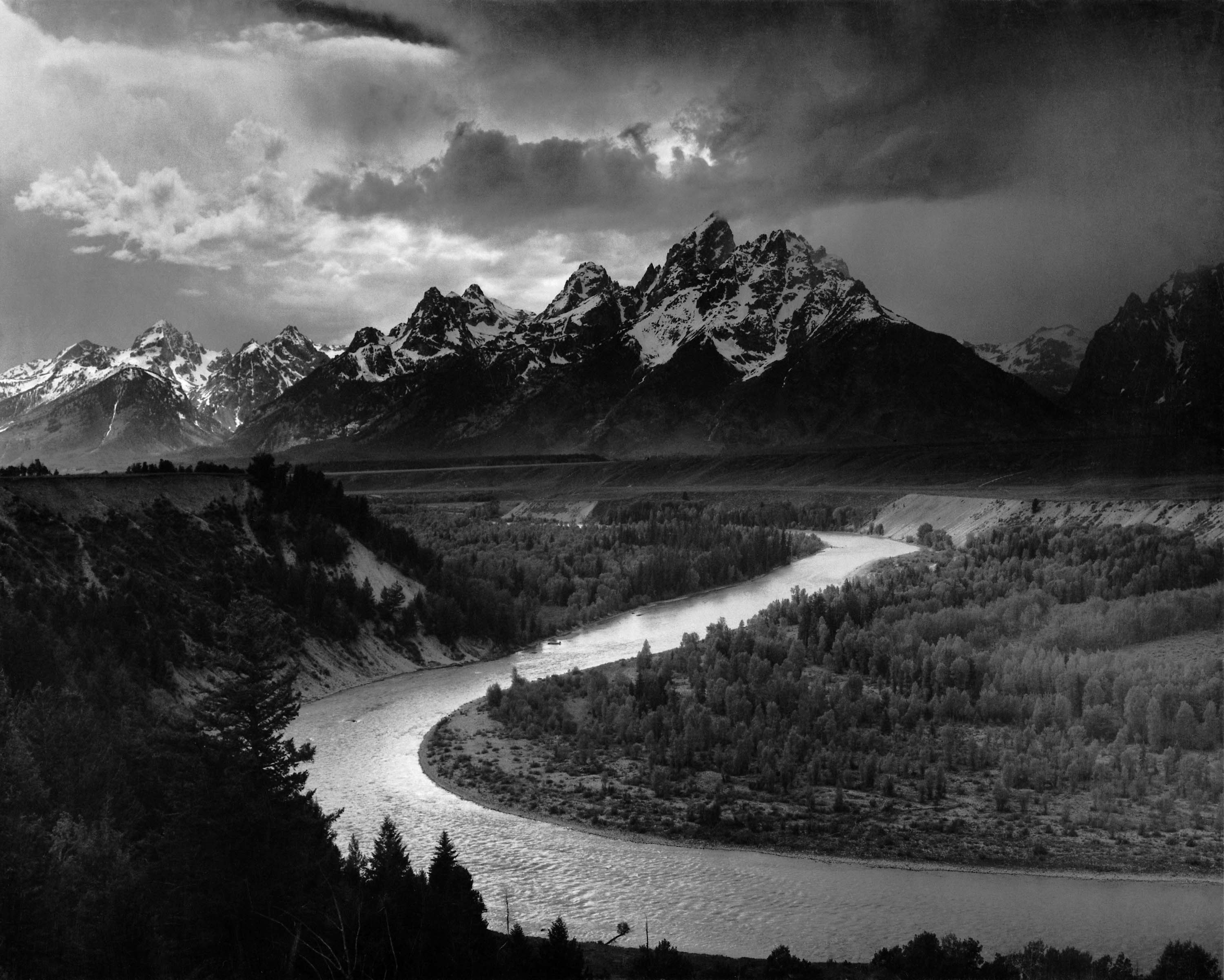
Класичний чорно-білий знімок Ензела Адамса «Річка Снейк і Тітон»

Чорно-біла фотографія — різновид фотографії, в якій будь-які об'єкти зображуються сірою шкалою яскравостей елементів зображення, а інформація про натуральні кольори не зберігається. Зображення, одержуване в чорно-білій фотографії, в загальному випадку є монохромним (чорно-біле, сепія тощо). Цей вид фотографії з'явився раніше, ніж кольорова, і більш як століття залишався домінівним.

## Поширення
Після появи дешевих і доступних для масової публіки технологій кольорової фотографії, зокрема моментальної, частка чорно-білої стала швидко зменшуватися, і до кінця 1970-х років становила в світі менше половини. В СРСР цей процес йшов повільніше через малодоступність і дорожнечу кольорових фотоматеріалів, а також їх складнішої хімічної обробки. Однак, до кінця 1990-х років в країнах СНД завдяки поширенню машинних способів обробки фотоматеріалів співвідношення стало також не на користь чорно-білої фотографії. Поширення цифрової фотографії ще більше посилило цю тенденцію, завдяки простоті і покращенню передання кольору. Одним з найважливіших недоліків чорно-білої фотографії вважається підвищена витрата срібла, навіть за його повноцінної регенерації з обробних розчинів. Причина полягає в тому, що в желатиносрібному фотопроцесі чорно-біле зображення складається з металічного срібла, тоді як кольорове — тільки з барвників. Унаслідок лабораторної обробки срібло з кольорових хромогенних фотоматеріалів вибілюється і може бути практично повністю регенерованим із розчинів. Для чорно-білих фотоматеріалів частка регенерації становить не більше 70 %.
Однак існує багато безсрібних технологій чорно-білої фотографії, що дають якісне монохромне зображення різних відтінків. З'явилися безсрібні монохромні фотоплівки, придатні для обробки за швидкісним процесом C-41. Крім того, цифрові технології дозволяють легко перетворити кольоровий знімок на монохромний, регулюючи тональність відображення кольорових об'єктів і співвідношення колірних складових. У 2010-х роках у більшості країн став спостерігатися підвищений інтерес до чорно-білої фотографії, завдяки специфічній виразності фотознімків, позбавлених кольору. Монохромне зображення дозволяє створювати більш абстраговані образи, емоційно інтерпретуючи повсякденну реальність. Ефект може посилюватися тонуванням у тони сепії або холодні відтінки. При цьому можуть використовуватися спеціальні техніки друку, такі як ціанотипія. Невід'ємну частину чорно-білої становить інфрачервона фотографія: в цій зоні спектра зелена рослинність відображається майже білими тонами, тоді як небосхил виглядає практично чорним. Ефект можна отримати як аналоговим способом за допомогою інфрахроматичних фотоматеріалів, так і цифровим при видаленні захисного екрана матриці.
Одна з важливих переваг чорно-білого срібного фотодруку в порівнянні з кольоровою фотографією — значна довговічність. Найпоширеніші кольорові фотопроцеси — гідротипний, «Cibachrome» і особливо хромогенний — дають зображення, з барвників, які швидко вицвітають. Це стосується й кольорових фотографій, отриманих цифровим способом на більшості струменевих або лазерних принтерів. Разом з тим, якісно оброблений і ретельно промитий бромосрібний фотовідбиток може зберігатись до декількох століть, що підтверджується досвідом зберігання. Виняток становить пігментний фотодрук як кольорових, так і чорно-білих фотографій, що дає знімки з довговічністю, порівнянною з олійним живописом. Однак, через технологічну складність вартість одного пігментного відбитка перевищує 1000 доларів.
Чорно-білі фотографії як ілюстрації і стилістичний засіб також використовують у цифровому вигляді деякі інтернет-ресурси різної тематики — художні, історичні, аналітико-новинні тощо, зважаючи на асоціювання чорно-білої технології з минулим, документальними газетними фотографіями тощо.